# 5374 Хокутосай
5374 Хокутосай (5374 Hokutosei) — астероїд головного поясу, відкритий 4 січня 1989 року.
Тіссеранів параметр щодо Юпітера — 3,159.